# Gründungssohle

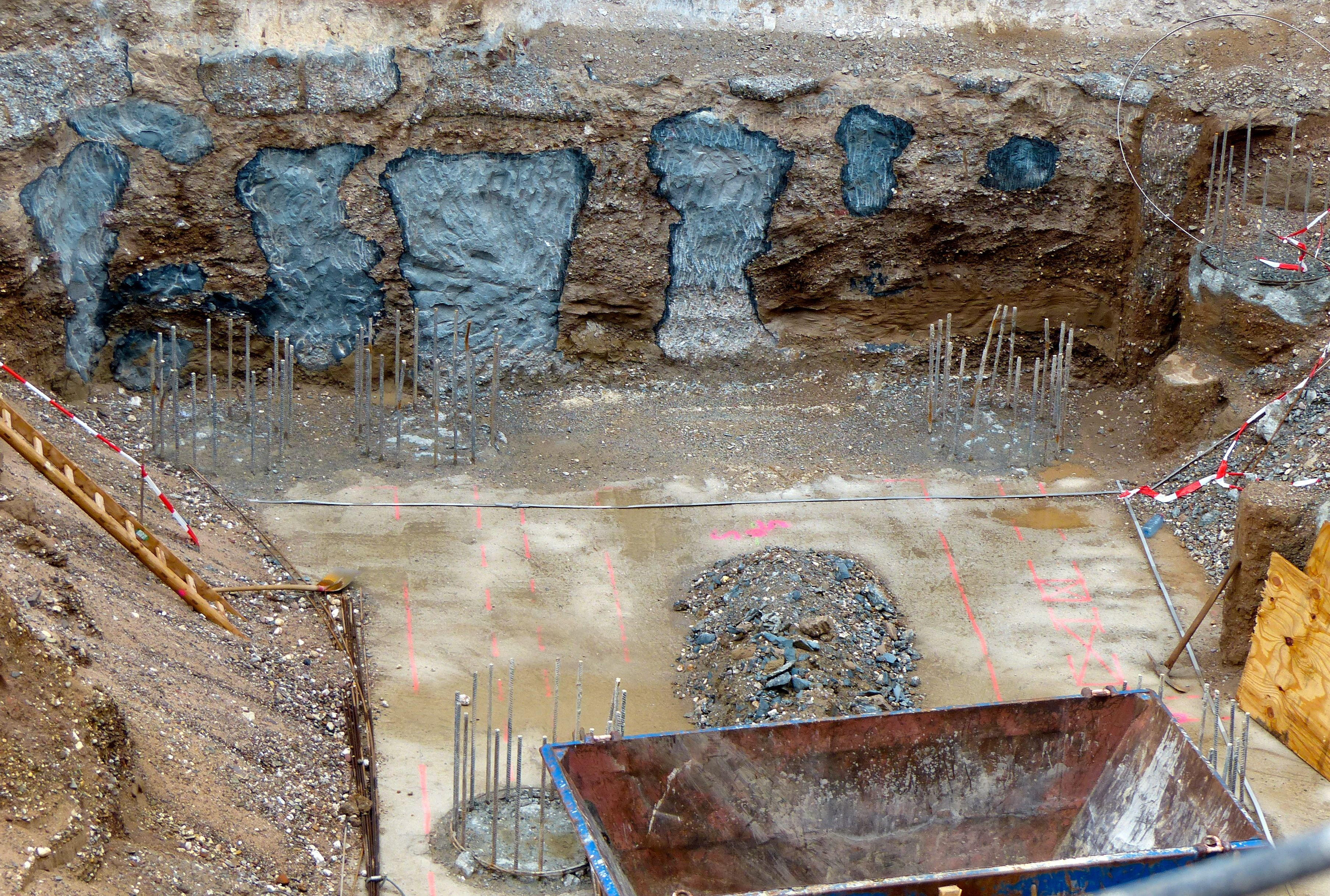
Gründungssohle Opernhaus Köln

Die Gründungssohle, Gründungsbasis, Fundamentsohle oder Fundamentbasis bezeichnet im Bauwesen die Fläche des Bodens, auf welche die Fundamente eines Bauwerkes gesetzt oder betoniert werden.
Die Gründungssohle muss ausreichend tragfähig und frostfrei sein. Die Tragfähigkeit wird in der Regel vom Bodengutachten bestimmt. Frostfreiheit bedeutet, dass die Gründungssohle so tief im Erdreich liegt, dass sie auch bei strengem Winter nicht gefriert; in Deutschland erfordert dies für gewöhnlich eine Tiefe von 80 bis 100 Zentimetern. Festgelegt sind die Bedingungen in der DIN 1054. Bevor weitere Baumaßnahmen erfolgen, muss eine Ababnahme der Gründungssohle erfolgen, falls nicht eine Baugrubenabnahme stattfindet.
Bei Talsperren ist in Deutschland die Höhe des Absperrbauwerks über der Gründungssohle mitentscheidend über die Klassifizierung nach DIN 19700 in Talsperrenklasse 1 oder 2. Das andere Kriterium ist der Gesamtstauraum.